# Stonychota angustula
Stonychota angustula là một loài bướm đêm trong họ Noctuidae.